# Ernst Boris Chain

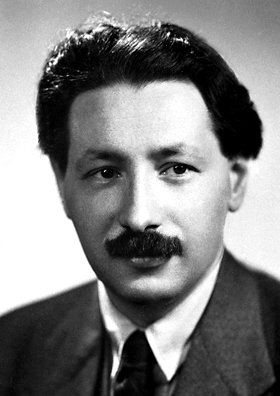
Ernst Boris Chain, 1945

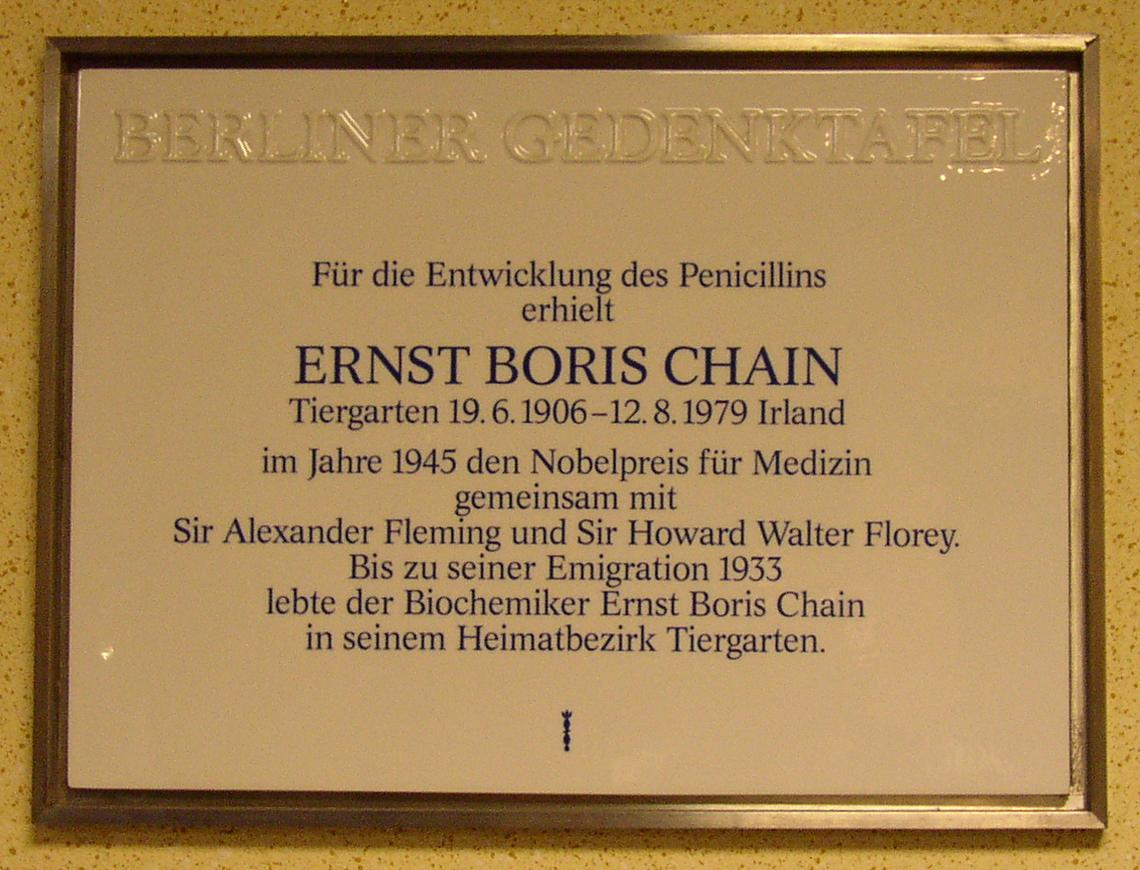
Berliner Gedenktafel in Berlin-Moabit (Turmstr. 22, im ehemaligen „Haus der Gesundheit“, heute Staatsanwaltschaft Berlin)

Sir Ernst Boris Chain (* 19. Juni 1906 in Berlin; † 12. August 1979 in Castlebar, Irland) war ein deutsch-britischer Biochemiker, Bakteriologe und  Nobelpreisträger. Er ist Mitbegründer der chemischen und medizinischen Forschung an Antibiotika, insbesondere am Penicillin.

## Leben
Ernst Boris Chain, Sohn des aus Russland nach Deutschland eingewanderten jüdischen Chemikers und Chemiefabrikanten Michael Chain und der Margarete Eisner, studierte von 1924 bis 1928 Chemie und Medizin in Berlin an der Friedrich-Wilhelm-Universität und promovierte 1930 ebendort bei Wilhelm Schlenk mit der Arbeit Enzymatische Esterbildung und Esterspaltung zum Dr. phil. Chain arbeitete von 1930 bis 1933 an der Charité in Berlin, wo er sich in der chemischen Abteilung des dortigen Pathologischen Instituts weiterhin mit biochemischen Untersuchungen an Enzymen beschäftigte.
Nach der nationalsozialistischen Machtergreifung am 30. Januar 1933 emigrierte er im April 1933 nach London in  Großbritannien, wo er seine Forschungen am Institute for Biochemistry in Cambridge fortsetzen konnte und promovierte zum PhD.  In der Sir William Dunn School of Biochemistry erhielt er seine Lehrberechtigung. Ab 1935 arbeitete er als Chemiker und Dozent für Chemische Pathologie an der Universität Oxford in der Abteilung des Pathologen Howard Walter Florey. 1939 erhielt Chain die britische Staatsbürgerschaft, 1945 den akademischen Titel M.A. Oxon. 1949 wurde er Direktor des Forschungsinstituts für chemische Mikrobiologie am Instituto Superiore de Sanità in Rom und 1961 Professor (seit 1973 Senior Research Fellow und Prof. em.) für Biochemie und Direktor am Imperial College of Science and Technology in London. 1961 wurde er auch Vorsitzender der WHO in Fragen der Antibiotikaforschung.

## Wissenschaftliche Leistung
Ernst Chain machte sich vor allem um die Isolierung und chemische Beschreibung sowie um die systematische Verbesserung des Penicillin-Erstpräparates verdient, das er durch Gefriertrocknung erzielte. Seit 1939 begann er zusammen mit Florey systematisches Studium über antibakterielle Substanzen aus Mikroorganismen. Dies brachte ihn in Berührung mit den fast zehn Jahre zuvor von Alexander Fleming gemachten Entdeckungen rund um Penicillin. Allerdings machte Fleming keine Versuche, Penicillin zu Heilzwecken einzusetzen. Chain und Florey gelang es nach wochenlanger Arbeit, das instabile Penicillin zu stabilisieren und seine therapeutischen Wirksamkeit gegen bestimmte bakterielle Infektionen an Labormäusen zu demonstrieren. Nach diesem Erfolg führte Chain seine Untersuchungen fort und arbeitete an der Isolierung und Aufklärung der Struktur des Penicillins und anderer Antibiotika. Ende des Jahres 1940 erschien im Lancet der richtungsweisende Artikel „Penicillin als chemotherapeutischer Wirkstoff“ von Chain und seinen Mitarbeitern. Für die Aufklärung der Wirkung bei verschiedenen Infektionskrankheiten und der chemischen Struktur des Penicillins erhielten 1945 er, Alexander Fleming und Howard Walter Florey gemeinsam den Nobelpreis für Physiologie oder Medizin.
Außer seinen Forschungen zum Penicillin, wobei er 1940 auch die Penicillinase entdeckt hatte, arbeitete Chain über Schlangengifte (Glykolyseinhibition), den Stoffwechsel von Tumoren, das Enzym Lysozym sowie die Beziehungen zwischen Kohlenwasserstoff und Aminosäure im Nervengewebe. Er entwickelte Methoden und Geräte für die biochemische Mikroanalyse.

## Ehrungen
- 1945 Nobelpreis für Physiologie oder Medizin
- 1946 Pasteurmedaille
- 1949 Fellow der Royal Society in London
- 1954 Paul-Ehrlich-Preis (14. März, Frankfurt am Main)
- 1962 Marotta-Medaille der Societá Chimica Italiana
- 1962 Auswärtiges Mitglied der Académie des sciences

Darüber hinaus war Chain Kommandeur der Ehrenlegion und 1956 Träger des Großoffiziers des Verdienstordens der Italienischen Republik. 1969 wurde er als Knight Bachelor in den persönlichen Adelsstand erhoben.

## Persönliches
Chain erwog zeitweise eine Karriere als Pianist zu starten und trat in Berlin neben seiner Arbeit in öffentlichen Konzerten auf. Chain, in späteren Jahren ein eifriger Zionist,  heiratete 1948 die englische Biochemikerin russischer Abstammung Anne Beloff (1921–1991) und hatte mit ihr drei Kinder. Anne Belloff-Chain fand selbst internationale Anerkennung für ihre Arbeit über den Stoffwechsel von Kohlenhydraten und hormonelle Aspekte von Diabetes.